# Paul Engemann
Paul Engemann (15 de outubro de 1957) é um artista de música pop dos anos 1980, mais conhecido por interpretar a canção "Push It to The Limit", composta por Giorgio Moroder e incluída na trilha musical do filme Scarface de 1983.
Juntamente com Giorgio Moroder, conseguiu um hit número um na Alemanha (81 nos EUA) com "Reach Out", que se tornou a canção oficial do 33º Jogos Olímpicos de 1984 em Los Angeles. Entre outros lançamentos foram "American Dream" (com Giorgio Moroder 1984), "Face a Face" (1985), "Shannon's Eyes" (1985, 1986), "Brain Power" (Summer School - Original Motion Picture Soundtrack 1987), "To be the Number One" (1990) e "Never Ending Story" (2000).
Foi o vocalista da banda estadunidense de pop rock Device nos anos 1980, cujo único único álbum, o futurista 22B3, foi lançado na primavera de 1986. Ele produziu um Top 40 com o single "Hanging on a Heart Attack", que alcançou a 35ª posição. Device foi formada pela compositora Holly Knight em conjunto com Engemann nos vocais principais e o guitarrista Gene Black. O produtor e compositor Mike Chapman, a quem já havia trabalhado com Knight no passado, produziu o álbum.
Engemann se juntou a banda como vocalista Animotion coliderança com a atriz Cynthia Rhodes (que substituiu Astrid Plane) em 1988 (Engemann tomou o lugar da antiga liderança masculina Bill Wadhams) e atingiu os top-ten hits (ou em tradução livre "as melhores dez músicas") com o single "Room to Move" do filme My Stepmother Is an Alien. Animotion foi dissolvido em 1990.